# تاكلسة
تاكلسة إحدى مدن الجمهورية التونسية، تقع في ولاية نابل. كان سكانها 22,151 ألف ساكن حسب تعداد العام 2014. ترتبط بالطريق المباشر مع الهوارية وقليبية وكركوان. وتبعد أقل من ثماني كيلومترات عن قربص. تضم كل من عمادة «بدار» «بئرمروة» «الرمل» «سيدي عيسى» «الرتيبة» «واد العبيد» مرسى الأمراء.

### مواضيع ذات علاقة
- ولاية نابل.